# Els negocis són negocis
Els negocis són negocis (en francès, Les affaires sont les affaires) és una comèdia francesa en tres actes de l'escriptor Octave Mirbeau (abril de 1903). Estrenada a la Comédie-Française de París, va assolir un triomf mundial, sobretot a Alemanya i a Rússia.

## Argument

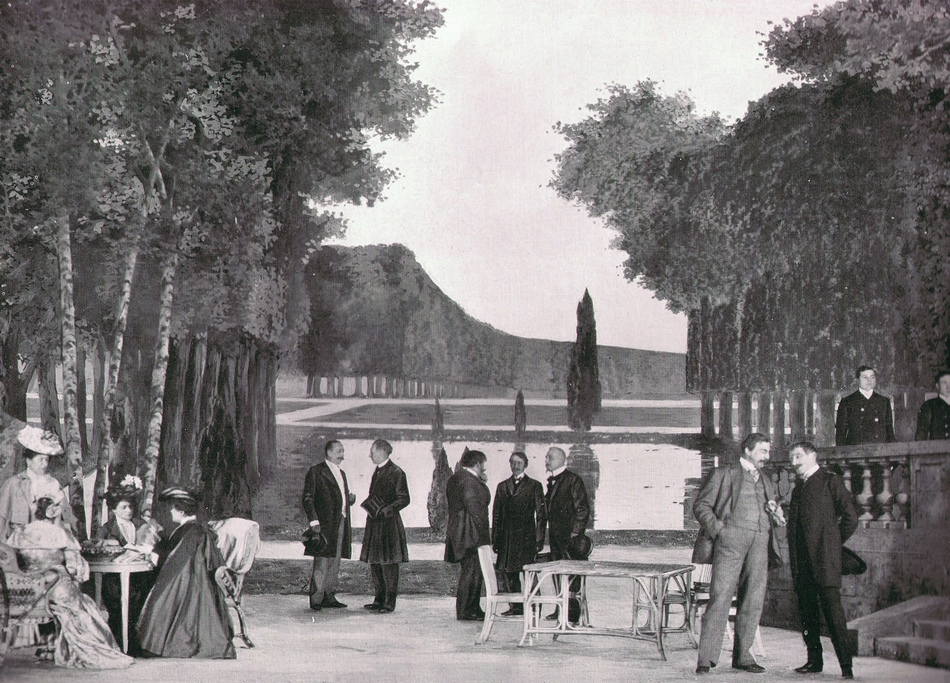
Les affaires sont les affaires, Comédie-Française, 1903.

És una comèdia satírica, però clàssica, de costums i caràcters, en la tradició de Molière, on Octave Mirbeau crítica amb força la societat burgesa de la "Belle Époque", denuncia la corrupció social i revela cruament els mecanismes del capitalisme salvatge i del món dels negocis, forma legal del gangsterisme : crítica molt actual.
El personatge d'Isidore Lechat, un depredador sense escrúpols, un tauró de les finances, és l'arquetipus del modern home de negocis, "brasseur d'affaires", producte d'un món nou, que de totes coses fa diners i expandeix els tentacles seus per tot el món. Però és incapaç d'evitar la tràgica desintegració de la família seva i de fer alguna cosa enfront de la mort del seu fill podrit, en Xavier, i de l'amor de la filla seva, la rebel la Germaine.